# Kleerup
Andreas Kleerup (2 april 1979), bekend als Kleerup, is een Zweedse muziekartiest en producer afkomstig uit Stockholm. 
Hij brak internationaal door in zijn samenwerking met Robyn in het nummer With Every Heartbeat uit 2007. Verder heeft Kleerup ook samengewerkt met Titiyo in het nummer Longing for Lullabies en ook met haar halfzus Neneh Cherry in Forever. Bovendien was hij producent en medeauteur van het lied Lay me down met Cyndi Lauper. 
- Kleerup is ook lid van de band The Meat Boys.

## Discografie

### Album
- 2008 - Kleerup
- 2011 - Me And My Army
- 2012 - Aniara
- 2017 - Recaptured
- 2020 - 2

### EP
- 2009 - Hello Holla
- 2014 - As If We Never Won
- 2016 - Det var den sommaren

### Singles
- 2005 – Medication
- 2007 – With Every Heartbeat (met Robyn)
- 2008 – Longing for Lullabies (met Titiyo)
- 2008 – 3 AM (met Marit Bergman)
- 2008 – Forever (met Neneh Cherry)
- 2009 – Until We Bleed (met Lykke Li)
- 2009 – History (met Linda Sundblad)
- 2011 – For Last (met Adam Tensta)
- 2013 – Requiem Solution (met Loreen)
- 2013 – Northern Light
- 2014 – Let Me In (met Susanne Sundfør)
- 2016 - Carry On (met Sabina Ddumba)
- 2019 – Lovers Table (met AlunaGeorge)

### Hitsingles
| Single met eventuele hitnotering(en) in de Nederlandse Top 40 | Datum van verschijnen | Datum van binnenkomst | Hoogste positie | Aantal weken | Opmerkingen                                   |
| ------------------------------------------------------------- | --------------------- | --------------------- | --------------- | ------------ | --------------------------------------------- |
| With every heartbeat                                          | 2007                  | 15-09-2007            | 7               | 14           | met Robyn / Nr. 7 in de Mega Top 50 / Megahit |